# Bryan King
Michael Bryan King (Bishop's Stortford, 18 maggio 1947) è un allenatore di calcio ed ex calciatore inglese, di ruolo portiere.

## Carriera

### Giocatore

#### Club
King giocò nel Chelmsford City, prima di trasferirsi al Millwall, dove militò dal 1967 al 1975. Giocò poi una stagione al Coventry City, prima di ritirarsi a causa di alcuni problemi fisici.

#### Nazionale
Nel 1974 fu convocato nell'Inghilterra e si sedette in panchina in occasione di una sfida contro il Portogallo.

### Allenatore
Dal 1978 al 1979 fu allenatore dello Jerv. Dal 1980 al 1981 guidò lo Harstad. Successivamente fu tecnico del Tynset (1983-1984) e del Kongsberg (1985-1987). Dopo una parentesi come allenatore degli svedesi del Falkenberg (1988-1990), tornò al Kongsberg nel 1994.